# Bruno de Sá

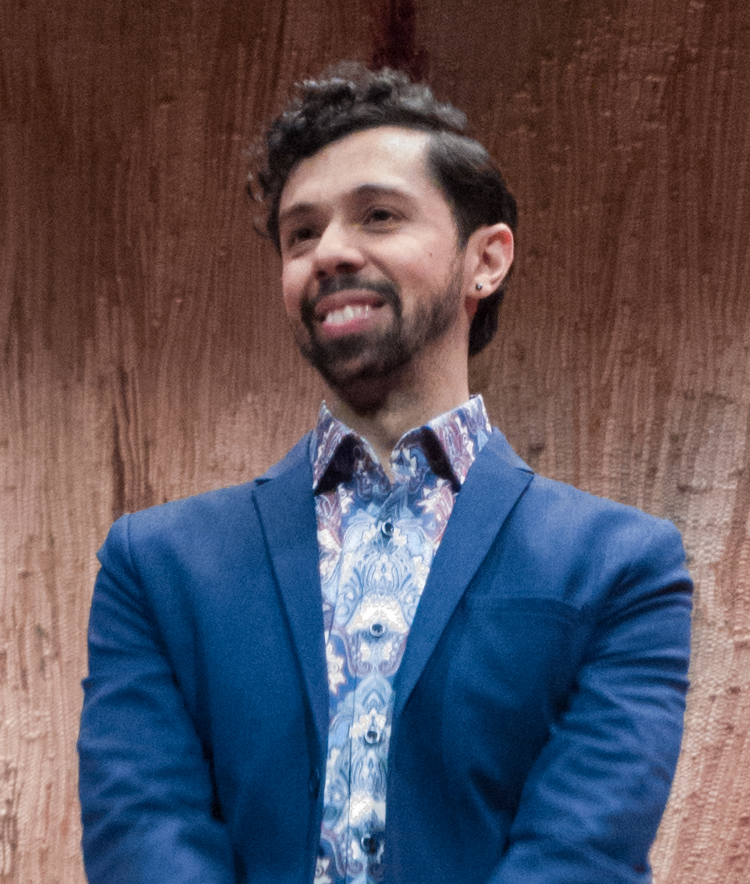
Bruno de Sá (2022)

Bruno de Sá (* 29. November 1989 in São Paulo) ist ein brasilianischer Opernsänger (Sopran).

## Leben
Bruno de Sá wuchs in Brasilien auf, wo er bereits während seines Studiums als Sopransolist in Bachs Passionen am Teatro Amazonas in Manaus auftrat. In seiner Jugend durchlief seine Stimme verschiedene Phasen der Unsicherheit, bevor er durch ein Schlüsselerlebnis auf dem Balkon seiner Eltern zu mehr Selbstvertrauen fand. Er entdeckte, dass Gesang ein Prozess des Loslassens von Ängsten und inneren Spannungen ist, bei dem am Ende die eigene Persönlichkeit sichtbar wird.
Nach ersten Engagements in São Paulo gewann de Sá 2016 den ersten Preis bei dem Maria-Callas-Wettbewerb in São Paulo und wurde anschließend Mitglied des Opernstudios Basel. In Deutschland debütierte er 2016 mit der Lübecker Chorakademie in Händels Messiah und Rossinis Petite Messe solennelle. Weitere Rollenübernahmen in dieser Zeit umfassten Gherardino in Gianni Schicchi, Cherubino in Le nozze di Figaro und die Erste Dame in Die Zauberflöte am Teatro São Pedro in Porto Alegre.
Im Opernstudio des Theater Basel sang er unter anderem die Titelrolle in der Uraufführung von Jherek Bischoffs Andersens Erzählungen sowie Barbarina in Le nozze di Figaro. Er trat zudem an der Oper Halle als Sesto in Giulio Cesare und am Theater an der Wien sowie am Musiikkitalo Helsinki als Isacio in Hasses Irene auf.
Seit 2020 lebt de Sá in Berlin. Er hat einen Exklusivvertrag mit Warner Classics. Zu seinen Auszeichnungen zählen neben dem Maria-Callas-Wettbewerb der erste Preis beim Concorso Spiros Argiris in Sarzana sowie der Oper! Award 2020 als bester Nachwuchskünstler.

## Wirken
Bruno de Sá zählt zu den wenigen männlichen Sopranisten und lehnt die Bezeichnung Countertenor ab, da sich seine Stimme in der Pubertät nicht wie üblich verändert habe. Im Unterschied zu Countertenören, die in der Kopfstimme singen, nutzt de Sá sowohl Brust- als auch Kopfregister wie eine natürliche Sopranstimme.
Sein Gesangsstil basiert auf dem Prinzip, durch Technik unnötige Spannungen abzubauen und die Stimme in ihrer natürlichen Form freizulegen. Er beschreibt seine künstlerische Arbeit als eine Reise der Selbsterkenntnis.
Sein erstes Album Roma Travestita verstand er als Statement über Identität und Selbstbehauptung, während sein zweites Album Mille Affetti eine verletzlichere, emotionalere Seite zeigt. In Mille Affetti thematisiert er die Vielfalt menschlicher Gefühle sowie seine Identifizierung mit dem Element Wasser, das sich in zahlreichen Formen zeigt und sinnbildlich für seine künstlerische und persönliche Fluidität steht.
Neben seinen solistischen Tätigkeiten war de Sá gemeinsam mit der Dramaturgin Ligiana Costa künstlerischer Leiter der Darbietung The Grain of the Voice am Teatro São Pedro in São Paulo, die ein breites Repertoire von Barockmusik bis Alban Berg umfasst und die Einzigartigkeit jeder Stimme feiert. Die Produktion verstand sich auch als kritischer Kommentar zur mangelnden Repräsentation und Förderung atypischer Stimmen im brasilianischen Opernbetrieb.
Internationale Aufmerksamkeit erhielt er 2025 mit seinem Auftritt als Don Elviro in der Inszenierung Don Giovanni/Requiem an der Komischen Oper Berlin unter der Regie von Kirill Serebrennikow, wo erstmals die Rolle der Donna Elvira zu einer Männerrolle umgedeutet wurde. De Sá sang die Partie in der ursprünglichen Sopranlage und betonte in Interviews, dass der Geschlechtertausch die emotionale Intensität der Figur noch verstärke, ohne Mozarts Drama zu verändern.
De Sá setzt sich für eine Erweiterung des klassischen Repertoires ein und strebt in Zukunft die Interpretierung auch von Rollen der Romantik an, darunter Violetta in La Traviata. Er sieht seine Existenz als männlicher Sopranist auch als Akt der kulturellen Öffnung und des Abbaus traditioneller Geschlechtergrenzen in der Opernwelt.